# نگهبان شب (فیلم ۱۹۷۳)
«نگهبان شب» (انگلیسی: Night Watch) یک فیلم به کارگردانی برایان جی هاتن است که در سال ۱۹۷۳ منتشر شد. از بازیگران آن می‌توان به الیزابت تیلور، لارنس هاروی، و بیلی وایتلاو اشاره کرد.